# Juttanahalli, Channarayapatna
Juttanahalli là một làng thuộc tehsil Channarayapatna, huyện Hassan, bang Karnataka, Ấn Độ.